# Encentrotis catagrapha
Encentrotis catagrapha är en fjärilsart som beskrevs av Edward Meyrick 1921. Encentrotis catagrapha ingår i släktet Encentrotis och familjen stävmalar. Inga underarter finns listade i Catalogue of Life.